# نیروی برون‌مرزی
نیروی برون‌مرزی (انگلیسی: Expeditionary warfare) به نیرویی گفته می‌شود که به دور از پایگاه‌های اصلی و کشور خود و در یک کشور بیگانه به عملیات نظامی می‌پردازد. این نیرو پیشینه مفهوم نویی است که امروزه به نام نیروی واکنش سریع شناخته می‌شود. به صورت سنتی انتظار می‌رود که نیروهای برون‌مرزی تا حد زیادی خوداتکا باشند تا بتوانند در سرزمین‌های بیگانه و دور از پایگاه‌های اصلی نیاز خود را تأمین کنند.

## در دنیای کهن

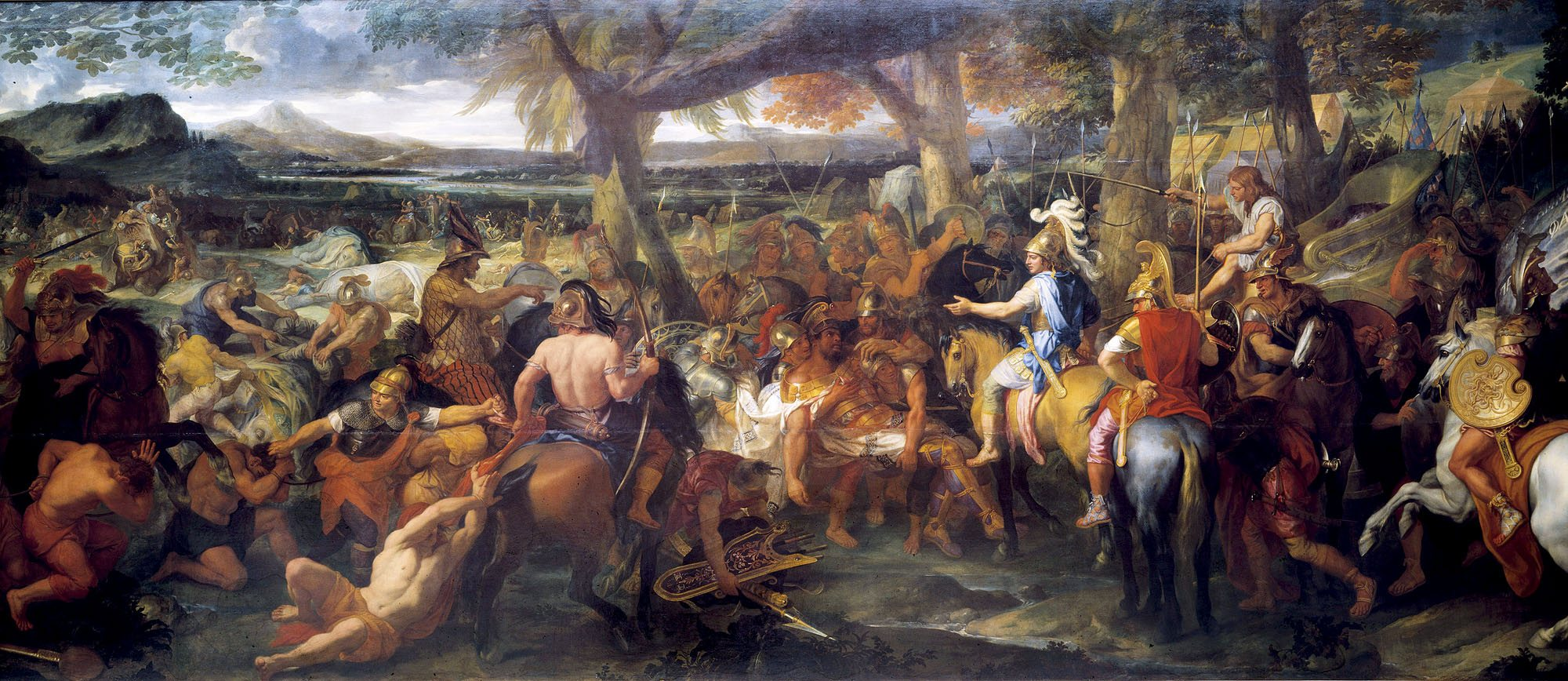
اسکندر مقدونی در کارزاری برای فتح هندوستان

یکی از نخستین نمونه‌های نیروی برون‌مرزی ثبت شده در تاریخ مردمان دریا هستند. ایشان گروهی از مردمان دریانورد بودند که در هزاره دوم (پیش از میلاد) به بخش‌های شرقی دریای مدیترانه حمله می‌کردند و باعث نابودی بسیاری از تمدن‌های آن روزگار شدند.
یکی دیگر از نمونه‌های نیروی برون‌مرزی اسکندر مقدونی است که به همراه نیروهایش در سرزمین‌هایی بسیار دورتر از پایگاه‌های اصلی‌اش در یونان فعالیت می‌نمود. شیوه‌های پیش گرفته توسط اسکندر در این کارزارها و استفاده از دریابری به موفقیت او بسیار کمک کرد.
نمونه بسیار درخشان‌تر نیروی برون‌مرزی هانیبال که در دومین جنگ کارتاژ با نیروهای خود از شبه جزیره ایبری (اسپانیای امروزین) راه افتاده و پس از گذر از سرزمین‌های گوناگون از کوه‌های آلپ گذشت و وارد شبه جزیره ایتالیا شد. راهبرد نظامی هانیبال و توانایی رهبری او در کنار استفاده چیره دستانه از دریابری سویه‌های نوینی از عملیات برون‌مرزی را نشان داد.
تجربه‌ها کارتاژی‌ها تأثیر زیادی بر رومیان گذاشت و ایشان نیز به شکل‌های گوناگونی از عملیات برون‌مرزی استفاده می‌کنند که یکی از نمونه‌های بسیار موفق آن فتح بریتانیا از سوی امپراتوری روم است.
در چین باستان هم دودمان هان از نیروی برون‌مرزی به شکل بسیار مناسبی استفاده می‌نمود. در جنگ با قبایل شیونگ‌نو نیروهای چینی به فرمان امپراتور وو هان نیروهای برون‌مرزی را به عمق خاک دشمن می‌فرستادند تا سکونت‌گاه‌های آنان را نابود نماید.

## در سده‌های میانی
مدت کوتاهی پس از فروپاشی امپراتوری روم غربی، سردار بیزانسی به نام بلیساریوس با نیروهای برون‌مرزی‌اش رهسپار بازپسگیری ایتالیا از واندال‌ها شد و توانست قسمت‌هایی از این منطقه و خود شهر رم را بازپس بگیرد.
بهترین شکل نیروهای برون‌مرزی آن زمان اما در شمال قاره اروپا و ناحیه اسکاندیناوی شکل گرفت. دوران گرمایشی قرون وسطی توان وایکینگ‌ها برای هجوم را افزود که نتیجه آن یورش وایکینگ‌ها به گستره‌ای از دریای خزر تا اسپانیا بود.
در شرق آسیا نیز ناتوانی دودمان مینگ باعث افزایش دزدان دریایی ژاپنی شد که عاقبت نیروی برون‌مرزی بزرگی از ژاپن برای فتح کره رهسپار شدند.
جنگ‌های صلیبی در خاورمیانه نیز یکی از نمونه‌های وسیع استفاده از نیروهای برون‌مرزی بود که صلیبی‌ها باید در سرزمین‌هایی بسیار دورتر از پایگاه‌های اصلی‌شان به جنگ می‌پرداختند.

## پیدایش امپراتوری‌های مستعمراتی اروپایی

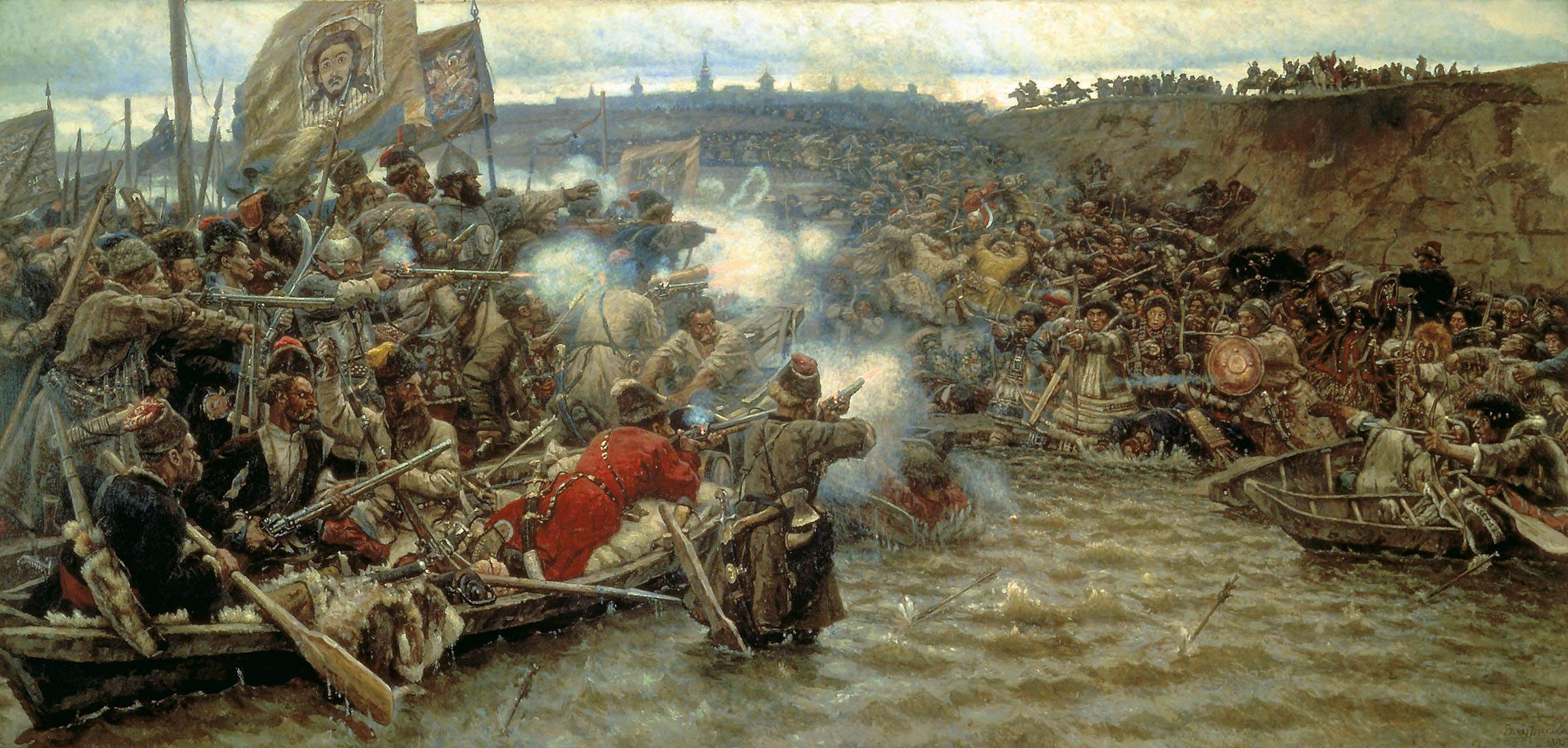
گشودن سیبری توسط یرماک اثر واسیلی سوریکف که فتح سیبری به دست روس‌ها را نشان می‌دهد.

نوآوری‌هایی مانند بادبان چهار گوش در کنار گسترش ایده‌های دوران نوزایی عصر دریانوردی را به وجود آورد و اروپایی‌ها در جستجوی جهان برآمدند. بسیاری این دوران را انقلاب نخست در امور نظامی می‌دانند که تغییرات مهمی را در هم در سطح راهبردی و هم در سطح راهکنشی به وجود آوردو نیروهای برون‌مرزی بسیاری از جانب اروپایی‌ها برای اکتشاف و فتح نقاط گوناگون جهان فرستاده شدند.
دولت‌های اروپایی که از ایجاد یک درگیری گسترده اجتناب می‌کردند در راستای دیپلماسی ناوهای توپ‌دار برای پیگیری منافع راهبردی خود استفاده از نیروهای برون‌مرزی و واحدهای ویژه مانند تفنگدار دریایی را پیش گرفتند.

## جنگ‌های جهانی
جنگ جهانی اول و سال‌های پس از آن دوره‌ای بود که نیروی برون‌مرزی شکل نوینی یافت و دیگر فقط به معنی فرستادن نیرو به سرزمین‌های بیگانه نبود. در این سال‌ها شیوه رزم تغییر کرد و هماهنگی بیشتری میان نیروهای برون‌مرزی و دیگر واحدها برقرار شد.

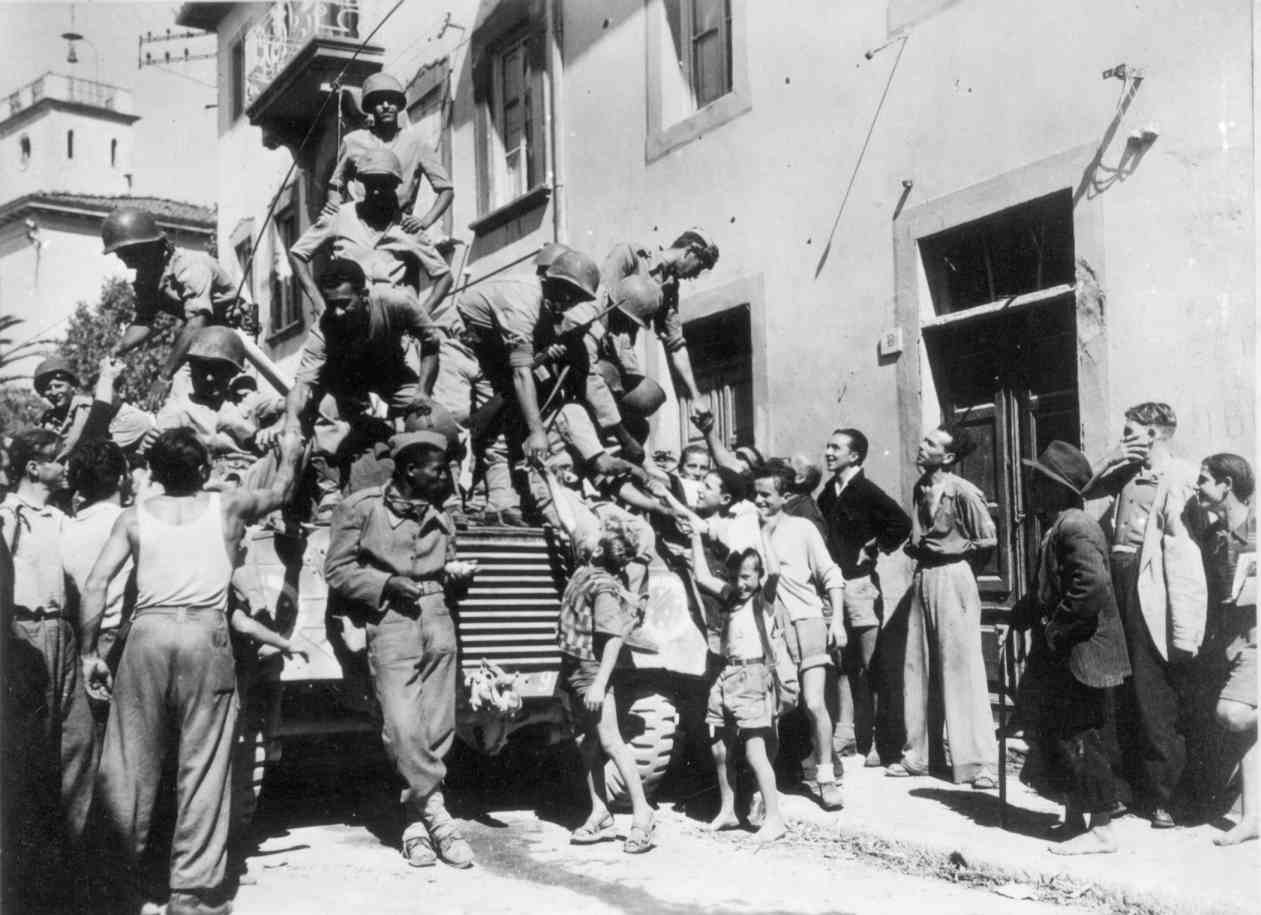
سربازان نیروی برون‌مرزی برزیل در شهر ایتالیایی ماساروزا، سال ۱۹۴۴ میلادی.

تعدادی از مهم‌ترین نیروهای برون‌مرزی در جنگ جهانی اول و دوم عبارتند از:
- نیروی برون‌مرزی بریتانیا در جنگ جهانی اول
- نیروی برون‌مرزی روسیه در فرانسه
- نیروی برون‌مرزی آمریکا
- نیروی برون‌مرزی کانادا
- ارتش نخست امپراتوری استرالیا
- نیروی برون‌مرزی هند
- نیروی برون‌مرزی حجاز
- نیروی برون‌مرزی آفریقای جنوبی
- نیروی برون‌مرزی نیوزیلند
- نیروی برون‌مرزی پرتغال
- آفریکاکور
- سپاه هوایی ایتالیا
- سپاه نیروهای داوطلب
- نیروی برون‌مرزی برزیل
- نیروی برون‌مرزی بریتانیا در جنگ جهانی دوم
- سپاه کانادایی جنگ جهانی دوم
- نیروی برون‌مرزی چین
- نیروی برون‌مرزی چینی
- سپاه اعزامی ایتالیا در روسیه
- دومین نیروی امپراتوری استرالیا